# Molde Fotballklubb 1982
Questa voce raccoglie le informazioni riguardanti il Molde Fotballklubb nelle competizioni ufficiali della stagione 1982.

## Rosa
| N. |                     | Ruolo | Calciatore       |
| -- | ------------------- | ----- | ---------------- |
|    | Norvegia (bandiera) | P     | Inge Bratteteig  |
|    | Norvegia (bandiera) | D     | Per Arne Aase    |
|    | Norvegia (bandiera) | D     | Tor Hagbø        |
|    | Norvegia (bandiera) | D     | Ulrich Møller    |
|    | Norvegia (bandiera) | D     | Einar Sekkeseter |
|    | Norvegia (bandiera) | D     | Bertil Stranden  |

| N. |                     | Ruolo | Calciatore        |
| -- | ------------------- | ----- | ----------------- |
|    | Norvegia (bandiera) | C     | Geir Malmedal     |
|    | Norvegia (bandiera) | C     | Ivar Helge Mittet |
|    | Norvegia (bandiera) | C     | Rune Ulvestad     |
|    | Norvegia (bandiera) | A     | Jan Berg          |
|    | Norvegia (bandiera) | A     | Steinar Henden    |
|    | Norvegia (bandiera) | A     | Stein Olav Hestad |

## Risultati

### Campionato

#### Girone di andata
| 25 aprile 1982 | Sogndal | 1 – 1 | Molde | Lassa Stadion |

| Porsgrunn 2 maggio 1982 | Molde | 2 – 1 | Lillestrøm | Pors Stadion |

| 9 maggio 1982 | HamKam | 2 – 1 | Molde | Lassa Stadion |

| Raufoss 16 maggio 1982 | Molde | 0 – 1 | Bryne | Raufoss Stadion |

| Kongsvinger 20 maggio 1982 | Mjøndalen | 4 – 1 | Molde | Gjemselund Stadion |

| Molde 24 maggio 1982 | Molde | 1 – 0 | Moss | Molde Stadion |

| Molde 31 maggio 1982 | Molde | 1 – 1 | Rosenborg | Molde Stadion |

| Halden 7 giugno 1982 | Vålerengen | 1 – 2 | Molde | Halden Stadion |

| Molde 13 giugno 1982 | Molde | 1 – 3 | Viking | Molde Stadion |

| Fredrikstad 27 giugno 1982 | Fredrikstad | 2 – 1 | Molde | Fredrikstad Stadion |

| Molde 30 giugno 1982 | Molde | 0 – 0 | Start | Molde Stadion |

#### Girone di ritorno
| Molde 2 agosto 1982 | Molde | 0 – 0 | Sogndal | Molde Stadion |

| 8 agosto 1982 | Lillestrøm | 7 – 4 | Molde | Lassa Stadion |

| Narvik 15 agosto 1982 | Molde | 1 – 3 | HamKam | Narvik Stadion |

| Bryne 18 agosto 1982 | Bryne | 3 – 2 | Molde | Bryne Stadion |

| Molde 22 agosto 1982 | Molde | 2 – 2 | Mjøndalen | Molde Stadion |

| Moss 29 agosto 1982 | Moss | 4 – 1 | Molde | Melløs Stadion |

| Trondheim 5 settembre 1982 | Rosenborg | 0 – 1 | Molde | Lerkendal Stadion |

| Molde 12 settembre 1982 | Molde | 1 – 1 | Vålerengen | Molde Stadion |

| Stavanger 26 settembre 1982 | Viking | 1 – 1 | Molde | Stavanger Stadion |

| Porsgrunn 3 ottobre 1982 | Molde | 0 – 0 | Fredrikstad | Pors Stadion |

| Kristiansand 10 ottobre 1982 | Start | 4 – 2 | Molde | Kristiansand Stadion |

### Coppa di Norvegia
|  | Molde | 3 – 0 | Åndalsnes |  |

|  | Tornado | 0 – 1 | Molde |  |

|  | Molde | 1 – 0 | Sunndal |  |

|  | Sogndal | 2 – 5 (d.t.s.) | Molde |  |

|  | Molde | 2 – 1 (d.t.s.) | Fredrikstad |  |

|  | Viking | 0 – 1 | Molde |  |

|  | Brann | 3 – 2 | Molde |  |